# Benigno Gutiérrez
Benigno Gutiérrez Valdiva (ur. 1 września 1925) – boliwijski piłkarz, reprezentant kraju. Podczas kariery piłkarskiej występował na pozycji napastnika.

## Kariera piłkarska
Podczas kariery piłkarskiej Benigno Gutiérrez występował w klubie Litoral La Paz. Z Litoral trzykrotnie zdobył mistrzostwo Boliwii w 1947, 1948, 1949 roku. 

## Kariera reprezentacyjna
Benigno Gutiérrez występował w reprezentacji Boliwii w latach 1947–1953. 
W 1947 roku po raz pierwszy wziął udział w Copa América na której Boliwia zajęła siódme, przedostatnie miejsce a Gutiérrez wystąpił w pięciu meczach turnieju z Ekwadorem(zdobył obie bramki), Argentyną, Urugwajem, Kolumbią i Peru. 
W 1949 roku po raz drugi wziął udział w Copa América na której Boliwia zajęła czwarte miejsce a Gutiérrez wystąpił w siedmiu meczach turnieju z Chile(zdobył decydującą bramkę na 3-2), Brazylią, Urugwajem(zdobył bramkę na 3-1), Ekwadorem, Peru, Paragwajem i Kolumbią(bramka).
W 1950 wziął udział w mistrzostwach świata, gdzie wystąpił w jedynym meczu Boliwii z Urugwajem. 
W 1953 roku wziął udział w Copa América na której Boliwia zajęła szóste, przedostatnie miejsce a Gutiérrez wystąpił tylko w meczu z Urugwajem.